# Żeścienie
Żeścienie (biał. Засценне; ros. Застенье) − wieś na Białorusi, w obwodzie grodzieńskim, w rejonie oszmiańskim, w sielsowiecie Boruny.

## Historia
W czasach zaborów zaścianek szlachecki w gminie Holszany, w powiecie oszmiańskim, w guberni wileńskiej Imperium Rosyjskiego. W 1866 roku miał 1 dom i 5 mieszkańców. W 1905 roku liczył 11 mieszkańców, 37 dziesięcin, własność Sobola.
W latach 1921–1945 leżał w Polsce, w województwie wileńskim, w powiecie oszmiańskim, w gminie Holszany.
W 1931 w 3 domach zamieszkiwało 20 osób.
Miejscowość podlegała pod Sąd Grodzki w Holszanach i Okręgowy w Wilnie.
Po II wojnie światowej w granicach Związku Sowieckiego. Od 1991 w niepodległej Białorusi.